# VV Elinkwijk in het seizoen 1962/63
Het seizoen 1962/1963 was het negende jaar in het bestaan van de Utrechtse betaaldvoetbalclub Elinkwijk. De club kwam uit in de Nederlandse Eerste divisie en eindigde daarin op de 10e plaats. Tevens deed de club mee aan het toernooi om de KNVB beker, hierin werd in de tussenronde, na verlenging, verloren van MVV (2–3).

## Wedstrijdstatistieken

### Eerste divisie
|       | DHC   | DWS   | Eindhoven | Enschedese Boys | Excelsior | Fortuna | Go Ahead | Limburgia | RBC   | Roda JC | SHS   | Sittardia | Veendam | Velox | VVV   |
| ----- | ----- | ----- | --------- | --------------- | --------- | ------- | -------- | --------- | ----- | ------- | ----- | --------- | ------- | ----- | ----- |
| Thuis | 1 – 0 | 0 – 2 | 1 – 1     | 1 – 1           | 4 – 1     | 3 – 5   | 1 – 1    | 0 – 1     | 0 – 2 | 2 – 0   | 2 – 2 | 3 – 1     | 4 – 2   | 3 – 7 | 4 – 2 |
| Uit   | 1 – 4 | 4 – 1 | 4 – 1     | 2 – 0           | 4 – 1     | 7 – 1   | 5 – 2    | 1 – 3     | 1 – 1 | 1 – 2   | 1 – 4 | 5 – 0     | 0 – 3   | 1 – 0 | 2 – 1 |

### KNVB beker
| 2e ronde                                           | LONGA                                                       | 2 – 4 (1 – 2)                      | Elinkwijk                                                  |
| 16 december 1962 Plaats: Tilburg Aan de Spoorbrug  | Jef Maas 6', 54'                                            |                                    | 4' Tonnie Nieuwenhuys Jan de Jongh –', 60' Henny van Egdom |
| 3e ronde                                           | Elinkwijk                                                   | 3 – 2 (0 – 2, 2 – 2) Na verlenging | PSV                                                        |
| 30 april 1963 Plaats: Utrecht Amsterdamsestraatweg | Hans van der Heijden 56' Jan de Jongh 80' Chris Geutjes 93' |                                    | 8' Lambert Maassen 16' Gerrit van Tilburg                  |
| Tussenronde                                        | MVV                                                         | 3 – 2 (1 – 1, 2 – 2) Na verlenging | Elinkwijk                                                  |
| 7 mei 1963 Plaats: Maastricht De Boschpoort        | Jo Toennaer 10' Piet van Dijk Chris Coenen 95'              |                                    | 40' Hans van der Heijden 82' Harry Smits                   |

## Statistieken Elinkwijk 1962/1963

### Eindstand Elinkwijk in de Nederlandse Eerste divisie 1962 / 1963
| Stand | Gespeeld | Gewonnen | Gelijk | Verloren | Punten | Doelpunten voor | Doelpunten tegen |
| ----- | -------- | -------- | ------ | -------- | ------ | --------------- | ---------------- |
| 10e   | 30       | 11       | 5      | 14       | 27     | 54              | 67               |

### Topscorers
| #      | Naam                 | Goal |
| ------ | -------------------- | ---- |
| 1.     | Chris Geutjes        | 21   |
| 2.     | Henny van Egdom      | 12   |
| 3.     | Jan de Jongh         | 7    |
| 4.     | Hans van der Heijden | 4    |
| 5.     | Louk Kragten         | 3    |
| 6.     | Jozef Siahaya        | 2    |
| 6.     | Karel Sülzle         | 2    |
| 8.     | Humphrey Mijnals     | 1    |
| 8.     | Tonnie Nieuwenhuys   | 1    |
| 8.     | Bert van Straalen    | 1    |
| Totaal | Totaal               | 54   |

| #      | Naam                 | Goal |
| ------ | -------------------- | ---- |
| 1.     | Henny van Egdom      | 2    |
| 1.     | Hans van der Heijden | 2    |
| 1.     | Jan de Jongh         | 2    |
| 4.     | Chris Geutjes        | 1    |
| 4.     | Tonnie Nieuwenhuys   | 1    |
| 4.     | Harry Smits          | 1    |
| Totaal | Totaal               | 9    |